# Front populaire (métro de Paris)
Pour les articles homonymes, voir Front populaire.
Front populaire est une station de la ligne 12 du métro de Paris, située à la limite des communes de Saint-Denis et d'Aubervilliers. Il s'agit de la 301e station du métro de Paris ouverte le 18 décembre 2012. Après cette date, elle est le terminus nord de la ligne 12 jusqu'au prolongement de cette dernière à Mairie d'Aubervilliers le 31 mai 2022.

## Situation
La station se trouve sous la place du Front populaire, au cœur de La Plaine Saint-Denis, à la limite des communes de Saint-Denis et d'Aubervilliers, au croisement rue Proudhon / rue des Gardinoux, d'une part (axe ouest-est) et rue des Fillettes, d'autre part (axe nord-sud). Elle est établie à 1,4 km de l'ancien terminus Porte de la Chapelle, à 20 m de profondeur. Elle dessert un ancien quartier industriel comprenant notamment le Campus Condorcet et le Parc des Portes de Paris (dit Parc des EMGP, du nom du précédent propriétaire, les Entrepôts des magasins généraux de Paris), une zone d'activités contrôlée par le groupe Icade, avec ses studios de cinéma et de télévision.
De 210 m sur 90 m, la place du Front-Populaire est aménagée par l’établissement public territorial Plaine Commune qui regroupe notamment les deux villes à la limite desquelles la station est implantée. Cet espace de 1,8 ha, traversé par une large allée plantée avec un jardin d'eau en son centre, doit être le cœur d'un quartier où seront construits 650 nouveaux logements et 110 000 m2 de bureaux.

## Histoire
La station est ouverte le 18 décembre 2012.

### Origine du nom
Désignée initialement sous le nom « Proudhon - Gardinoux, en référence à l'intersection de la rue Proudhon et de la rue des Gardinoux », le nom de la place fait débat plusieurs années :
Des élus ont souhaité après la mort du poète martiniquais Aimé Césaire, donner son nom à une station de métro. Le maire de Drancy propose alors qu'il soit donné à cette station. Malgré le soutien du président de la Région Jean-Paul Huchon, la RATP rejette la dénomination, exigeant que l'odonymie du quartier soit en rapport avec le nom de la station, c'est la station suivante provisoirement nommée « Pont de Stains » qui est nommée « Aimé Césaire », en référence au parc Aimé-Césaire inauguré le 6 juillet 2008,.
Sur la base d'une proposition lancée en 2006 par Jacques Salvator, alors adjoint au maire d'Aubervilliers, pour évoquer la coalition des partis de gauche qui gouverne la France de 1936 à 1938, Front populaire s'impose progressivement. La communauté d'agglomération Plaine Commune souhaite qu'elle prenne le nom de « Proudhon - Gardinoux - Place du Front populaire », comme la future place devant succéder au carrefour Proudhon-Gardinoux. Trop long, le nom est raccourci en Front populaire, ce qui est validé par une délibération du Syndicat des transports d'Île-de-France (STIF) du 9 février 2011,.
Dans les stations de la ligne 12, la destination Porte de la Chapelle est remplacée par Aubervilliers, préfigurant les stations suivantes.

### Genèse du prolongement

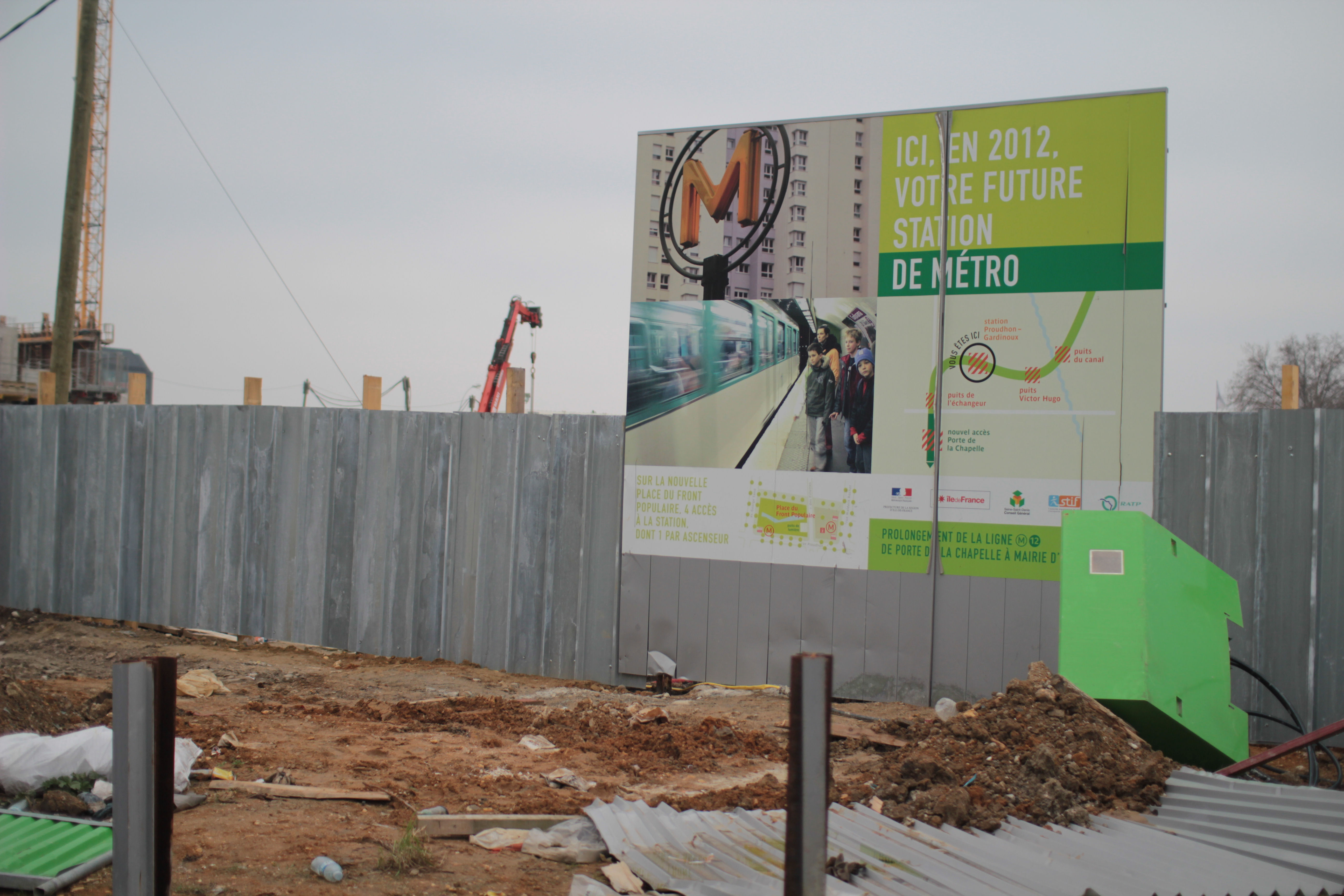
Panneau informant de la construction en cours de la station, derrière la palissade (janvier 2012).

La ligne 12 est mise en service le 5 novembre 1910 de Porte de Versailles à Notre-Dame-de-Lorette. Dès sa construction, un prolongement au nord de la ligne est envisagé et réservé en fin de tunnel. L'utilisation de ces réserves dans les années 1960 pour la construction de l'autoroute A1 à Saint-Denis met fin à cette possibilité.
À la fin des années 1990, lors de l'adoption du contrat de projets État-Région 2000-2006 pour l'Île-de-France, un prolongement de la ligne 12 est inscrit au plan afin de permettre la desserte de la ZAC Nozal Chaudron (quartiers situés entre l'avenue du Président-Wilson et la nouvelle place du Front populaire), secteurs situés au sud-est de la commune de Saint-Denis et à l'ouest de la commune d'Aubervilliers.
La concertation sur le projet s'effectue en 2001 et l'enquête publique se déroule du 10 juin 2003 au 11 juillet 2003, à la maison de la RATP, dans les mairies du 18e arrondissement de Paris, d’Aubervilliers, de La Courneuve et de Saint-Denis ainsi qu’aux préfectures concernées. Elles ont permis de confirmer la construction et l'emplacement de la station Front populaire. L'arrêté la déclarant d'utilité publique date du 8 juin 2004.

### Construction
La pose de la première pierre de la station, alors appelée Proudhon - Gardinoux, marquant le début des travaux, est effectuée le 25 juin 2008 en présence de Claude Baland, préfet de la Seine-Saint-Denis, Claude Bartolone, président du Conseil général de la Seine-Saint-Denis, Jean-Paul Huchon, président du Conseil régional d'Île-de-France, Pierre Mongin, président de la RATP, Serge Méry, vice-président du Conseil régional d'Île-de-France et Patrick Braouezec, président de la communauté d'agglomération Plaine-Commune.
La station est construite par excavation à ciel ouvert à l’abri de parois moulées : les parois sont réalisées en premier, par segments de trois mètres de long sur un mètre de large et sur 30 à 40 mètres de profondeur, dont 20 mètres dans les profondeurs du sol pour assurer les fondations de la station, avant que l'excavation du volume de la station ne puisse commencer. Cette technique permettait d'éviter l'effondrement du terrain lié au creusement d'un tel volume, et permettait de créer le cuvelage nécessaire en raison de sous-sols imbibés d'eau. Ce sont ainsi 228 mètres de murs de béton qui sont édifiés entre 2008 et 2009.
Fin 2009, les parois de la station ainsi que son premier niveau (la salle des billets) sont terminés. Le 15 juillet 2010, le tunnelier « Élodie », chargé de creuser le tunnel du prolongement de la ligne 12, arrive au niveau de la station, en provenance du pont de Stains. Afin de faire pénétrer le tunnelier dans la station, une technique de perçage immergé est utilisée : la station est inondée avant que le tunnelier ne perce le tympan ouest, une paroi moulée étanche spécialement conçue pour être démolie par le tunnelier). Celui-ci continue ensuite sa route en direction de son puits de sortie situé au niveau de l'échangeur de l'autoroute A1 et du périphérique en septembre 2010.
Les travaux continuent avec la création des accès et la création d'une dalle intermédiaire, puis débutent, en 2011, les travaux d'aménagement et d'équipement de la nouvelle station. Le 3 février 2012, le premier escalier mécanique devant équiper la station arrive sur le chantier.

La station en cours de construction
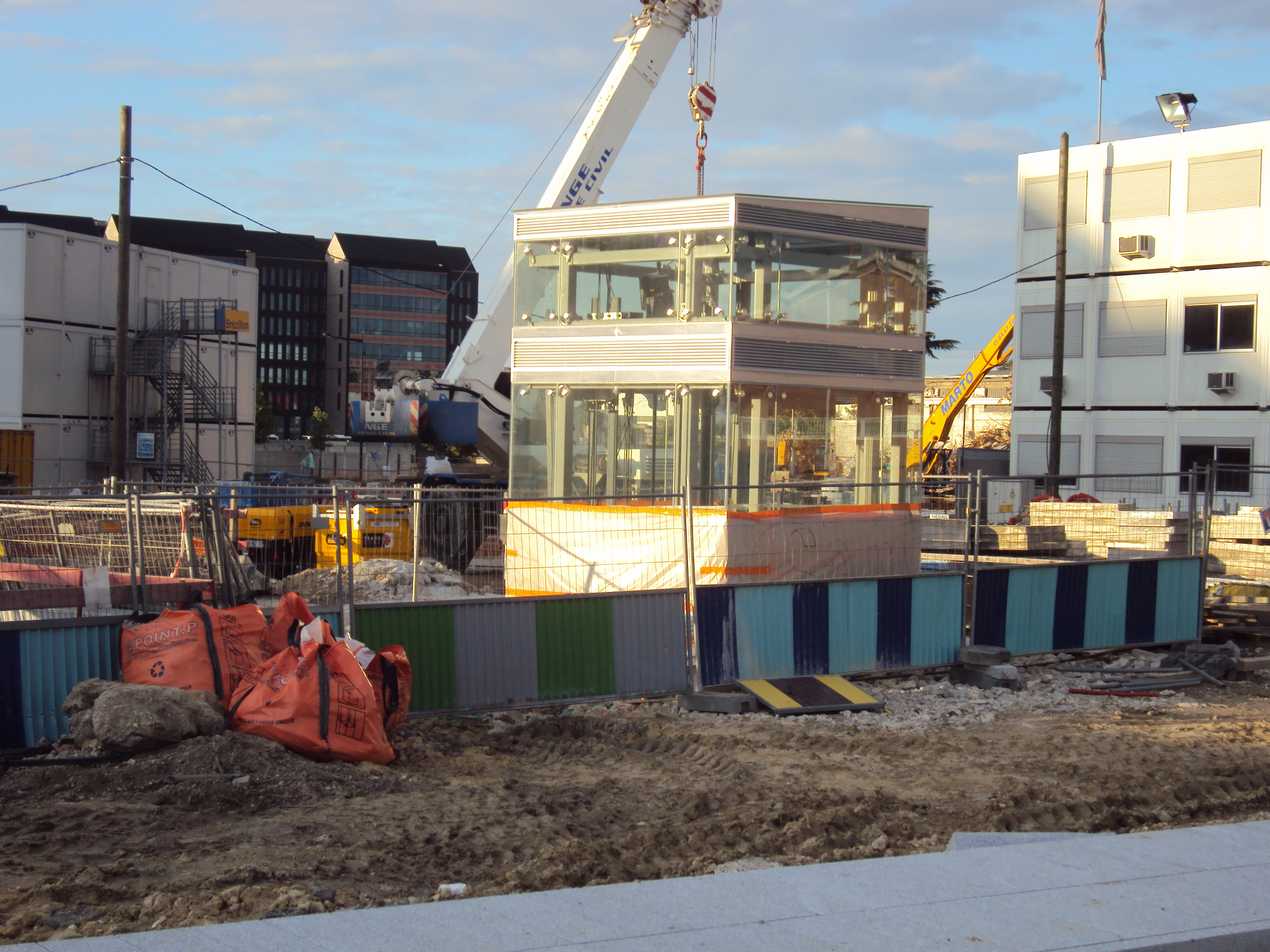
Ascenseur d'accès à la station, en cours d'installation, en juillet 2012.
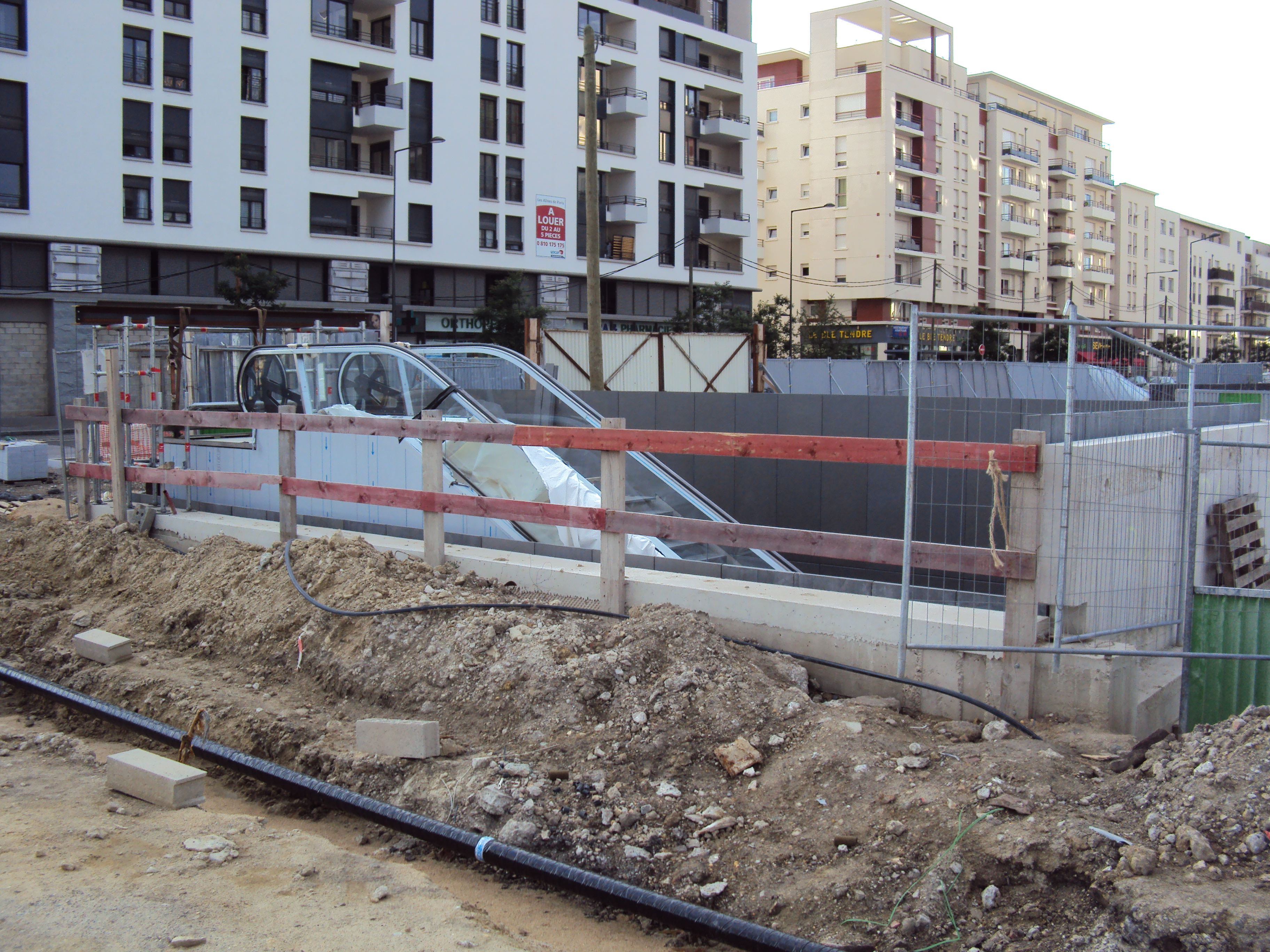
Travaux sur un des accès, en juillet 2012.
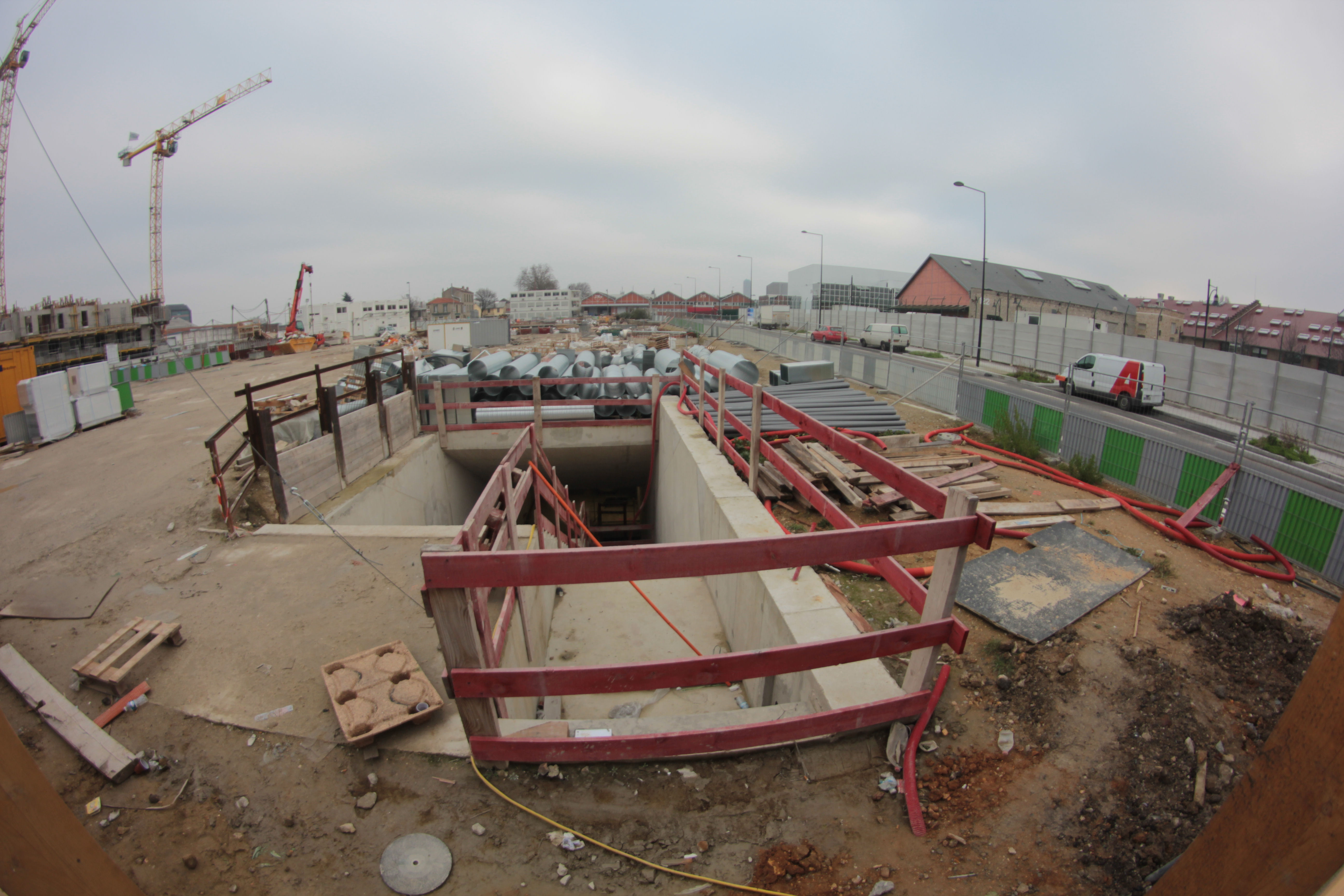
Travaux sur un des accès, en janvier 2012.

### Inauguration
La station est inaugurée le 18 décembre 2012 par Christian Lambert, préfet de la Seine-Saint-Denis, Jean-Paul Huchon, président du conseil régional d'Île-de-France et président du STIF, Stéphane Troussel, président du conseil général de la Seine-Saint-Denis, et Pierre Mongin, président-directeur général de la RATP. La station, la 301e du métro parisien, a été mise en service le même jour.

### Fréquentation
En 2019, selon les estimations de la RATP, la fréquentation annuelle de la station est de 2 802 852 voyageurs, ce qui la place à la 189e position des stations de métro pour sa fréquentation sur 302,.
En 2020, avec la crise du Covid-19, 1 525 242 voyageurs sont entrés dans cette station ce qui la place à la 174e position des stations de métro pour sa fréquentation.
En 2021, la fréquentation remonte progressivement, avec 1 948 542 voyageurs qui sont entrés dans cette station ce qui la place à la 183e position des stations de métro pour sa fréquentation.

## Services aux voyageurs

### Accès
Trois accès relient la place du Front-Populaire à la station. La station est équipée de sept escaliers mécaniques et de trois ascenseurs. :
- l'accès 1 « Rue Léon Blum - Magasins généraux » est divisé en un ascenseur et une bouche de métro comportant un escalier fixe et un escalier mécanique ;
- l'accès 2 « Rue Waldeck Rochet - Campus Condorcet »  ;
- l'accès 3 « Avenue George Sand - Maison des Sciences et de l'Homme ».

Accès à la station
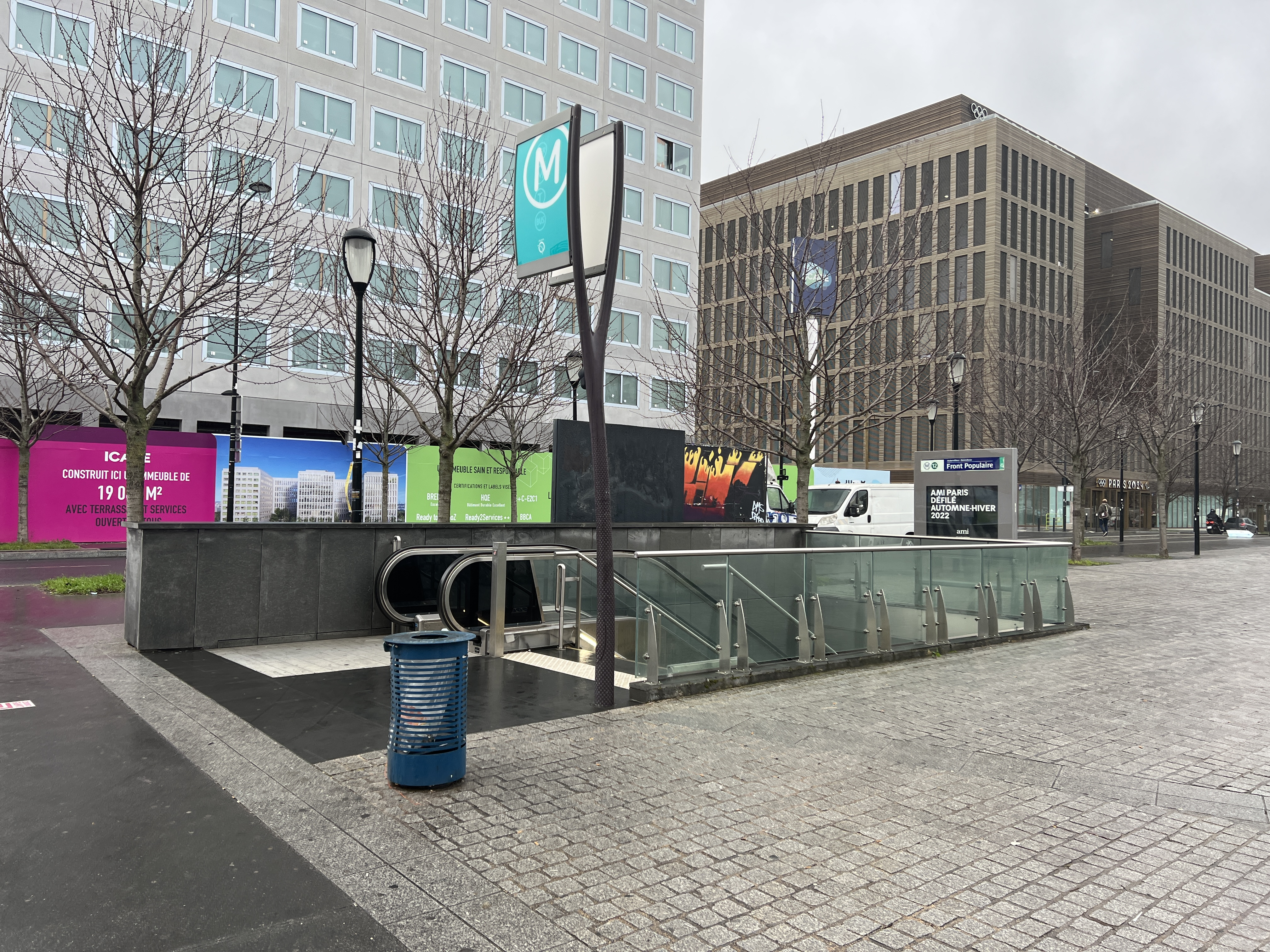
L'accès no 1 « Rue Léon Blum ».
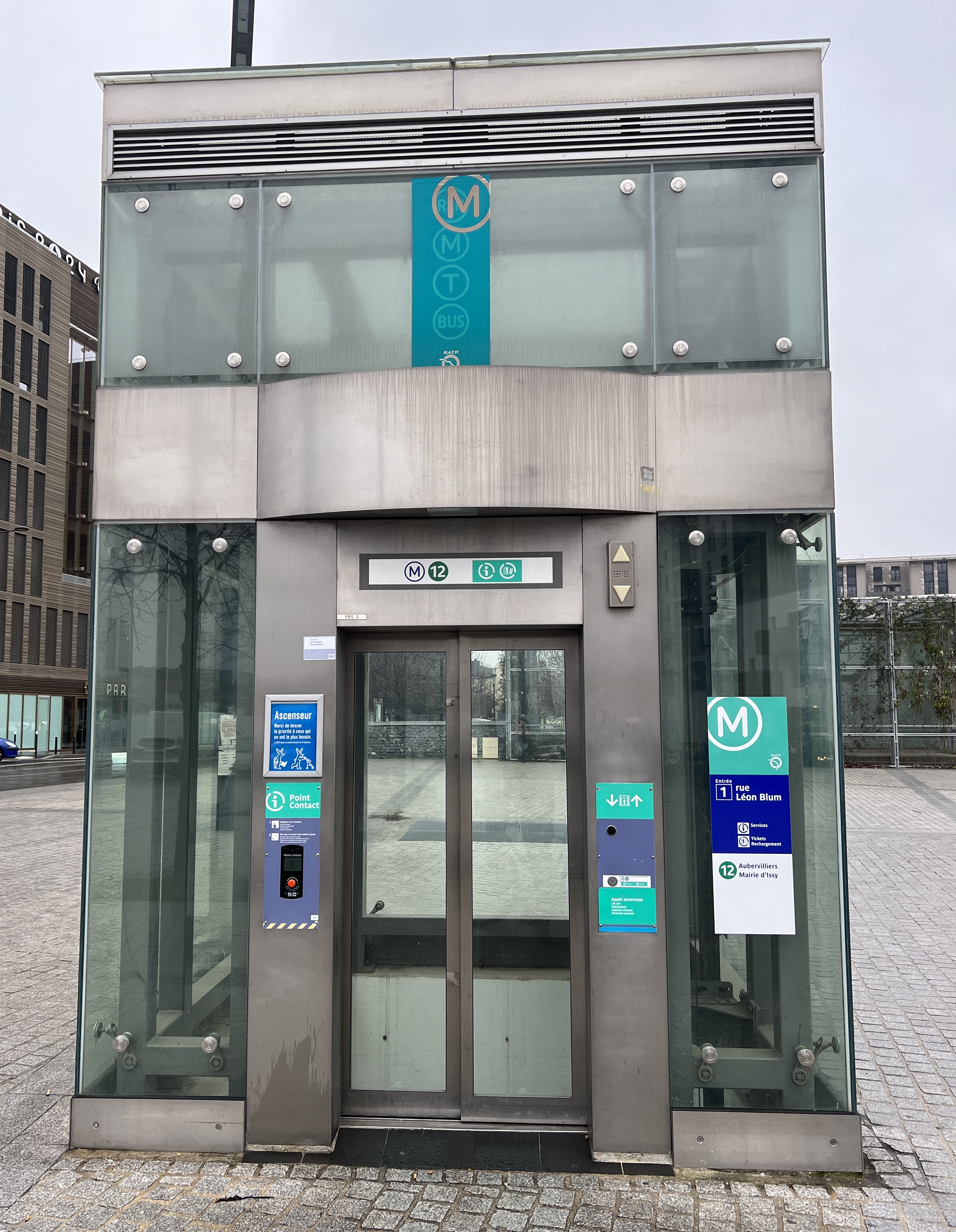
L'ascenseur de l'accès no 1.
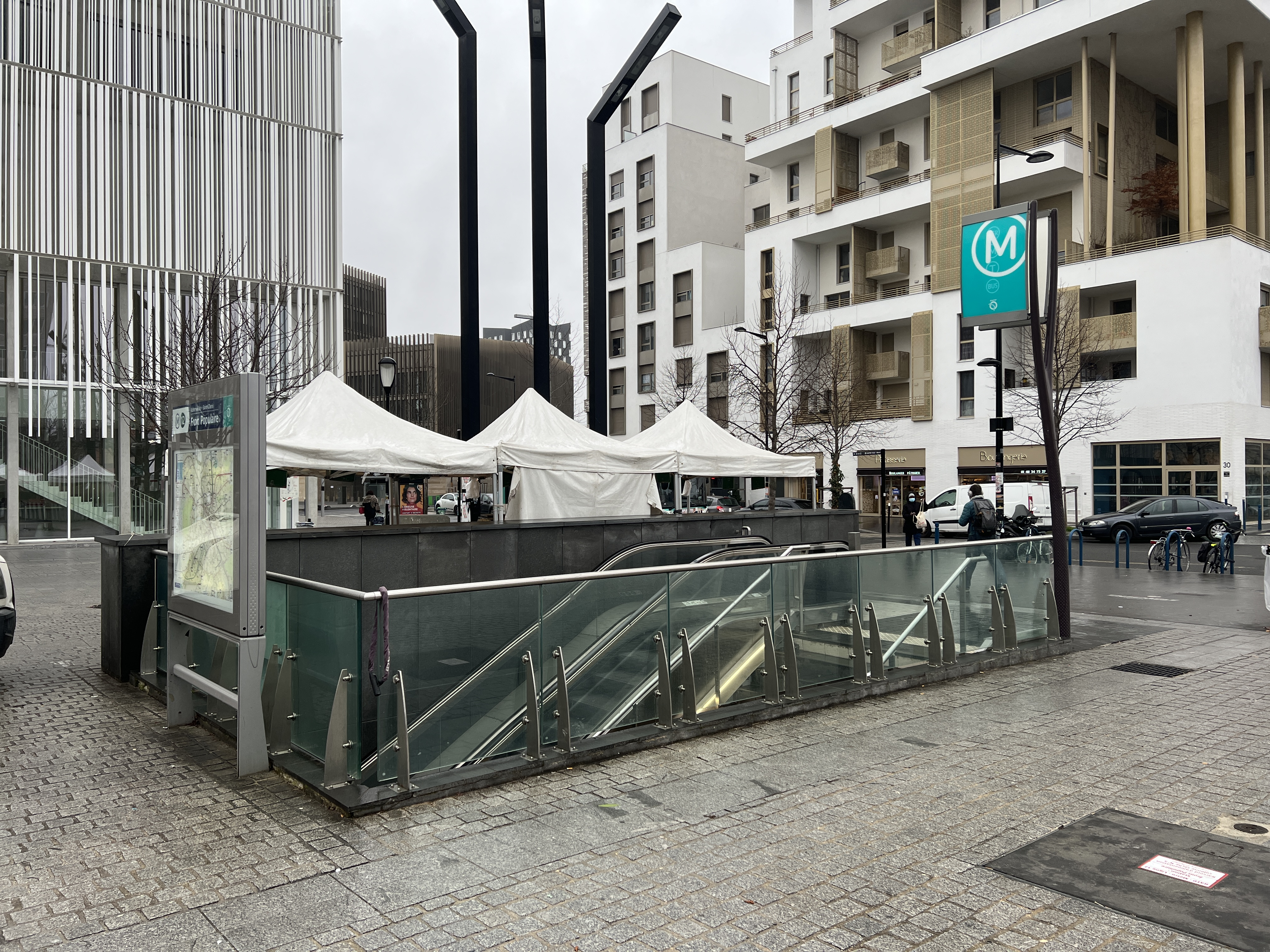
L'accès no 2 « Rue Waldeck Rochet ».
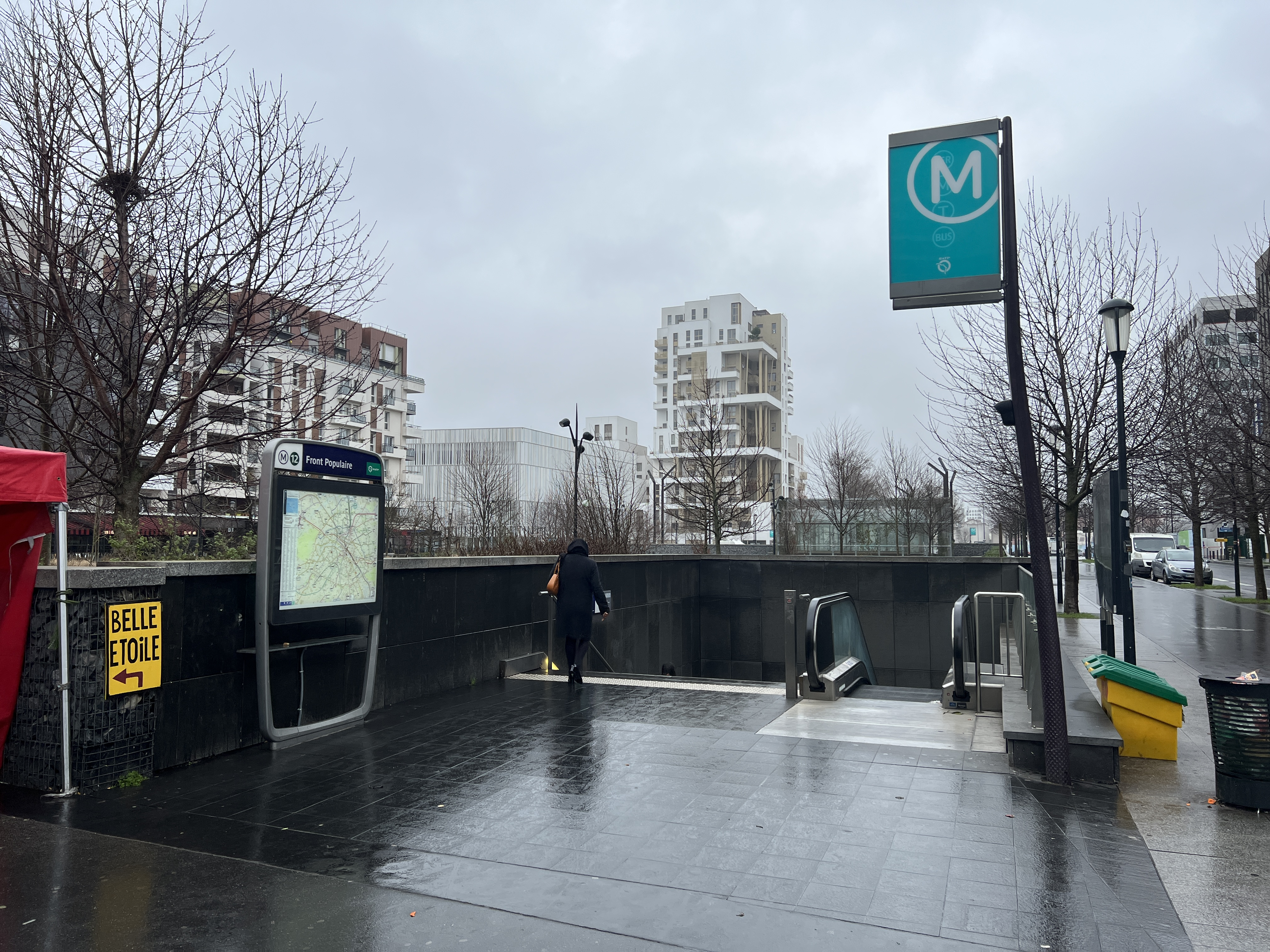
L'accès no 3 « Avenue George Sand ».

.

### Quais
Les deux quais de la station, séparés par les voies du métro, sont accessibles aux personnes à mobilité réduite. Une grande verrière permet d'éclairer une partie de la station par la lumière du jour.
Des pompes à chaleur transforment la température constante du tunnel (entre 10 °C et 14 °C) en fraîcheur l'été et en chaleur l'hiver. La fraîcheur des parois moulées baignées dans la nappe phréatique est également utilisée via des pompes à chaleur air-eau afin d’abaisser la température des locaux techniques.

### Intermodalité

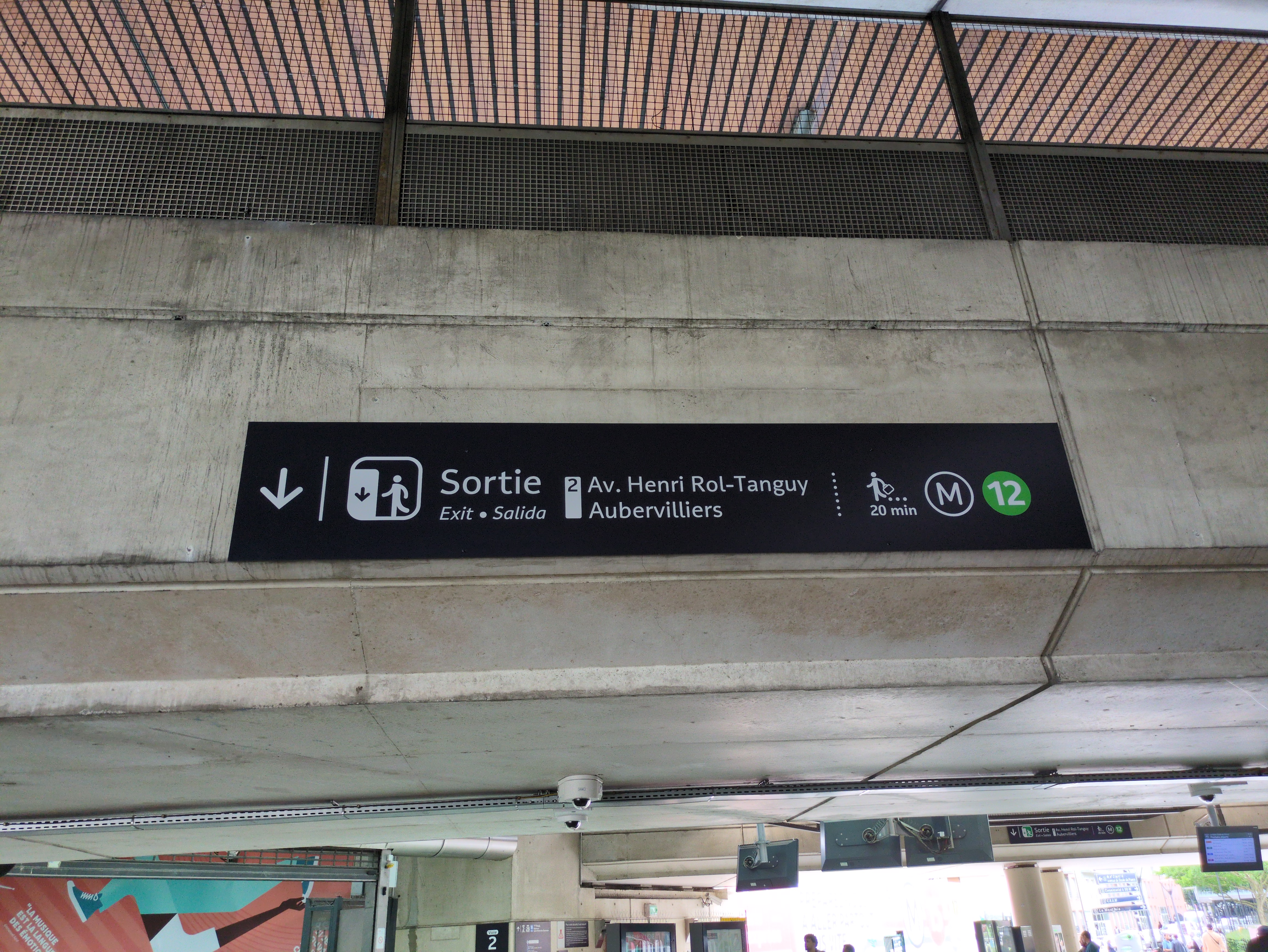
Correspondance avec la station de métro indiquée sur un panneau de la gare de la Plaine - Stade de France.

La station est desservie par les lignes 139, 239 et 302 (à distance) du réseau de bus RATP.
Elle dispose d'une station Vélib'.
Les panneaux de la gare de la Plaine - Stade de France de la ligne B du RER indiquent également une correspondance à distance avec la station de métro. Cette correspondance n'apparaît néanmoins sur aucun plan.
La station devrait être desservie en 2031 par la ligne T8 du tramway, après son prolongement de Saint-Denis - Porte de Paris à la gare Rosa-Parks.

## À proximité
- La Plaine Saint-Denis
- Zone d'activité Les Portes de Paris et ses nombreux studios de télévision
- Campus Condorcet Paris-Aubervilliers
- Centre commercial Le Millénaire
- Le Stade de France (à distance : 25 minutes à pied)

Galerie de photographies
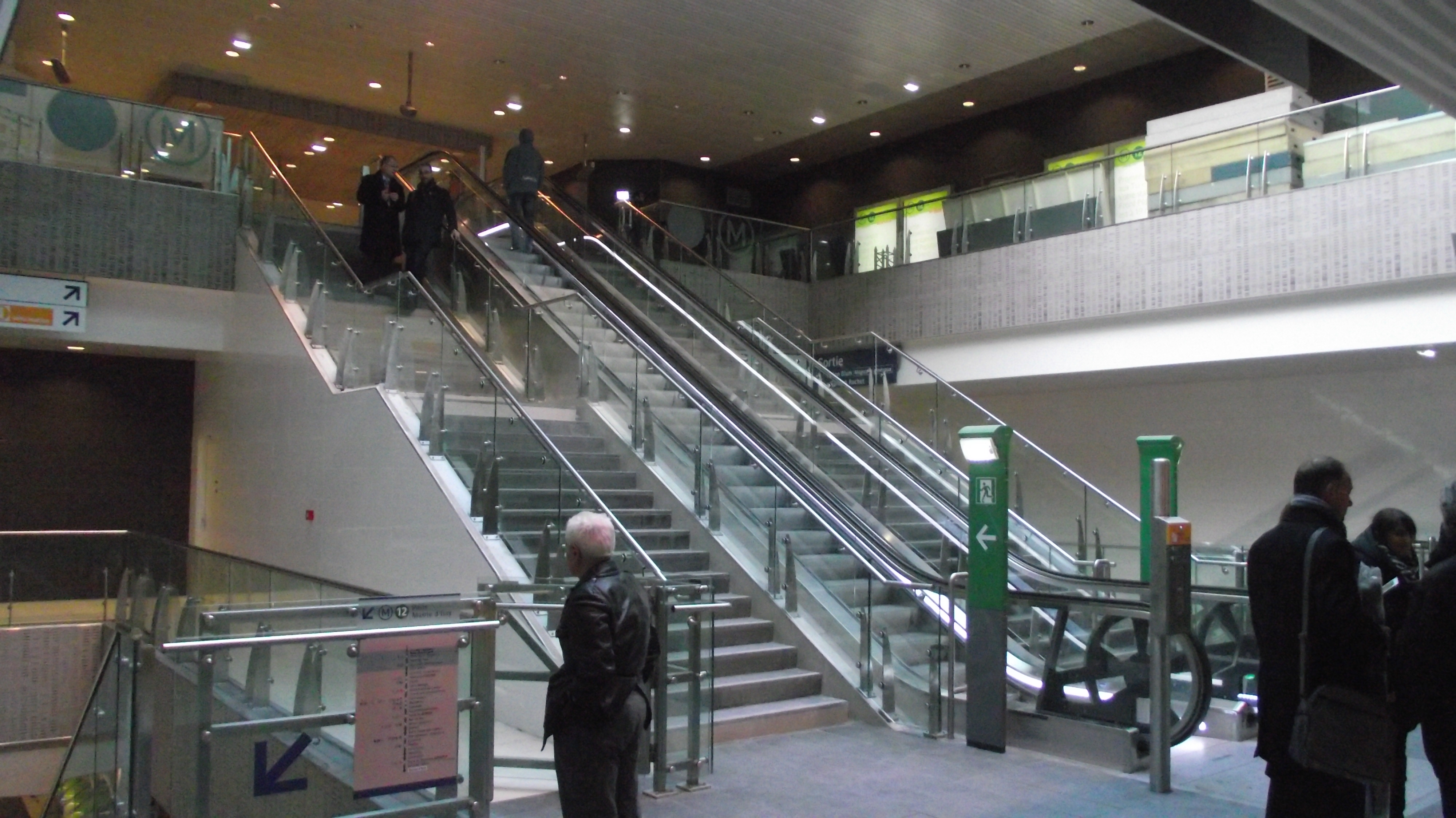
Escaliers fixes et mécaniques.
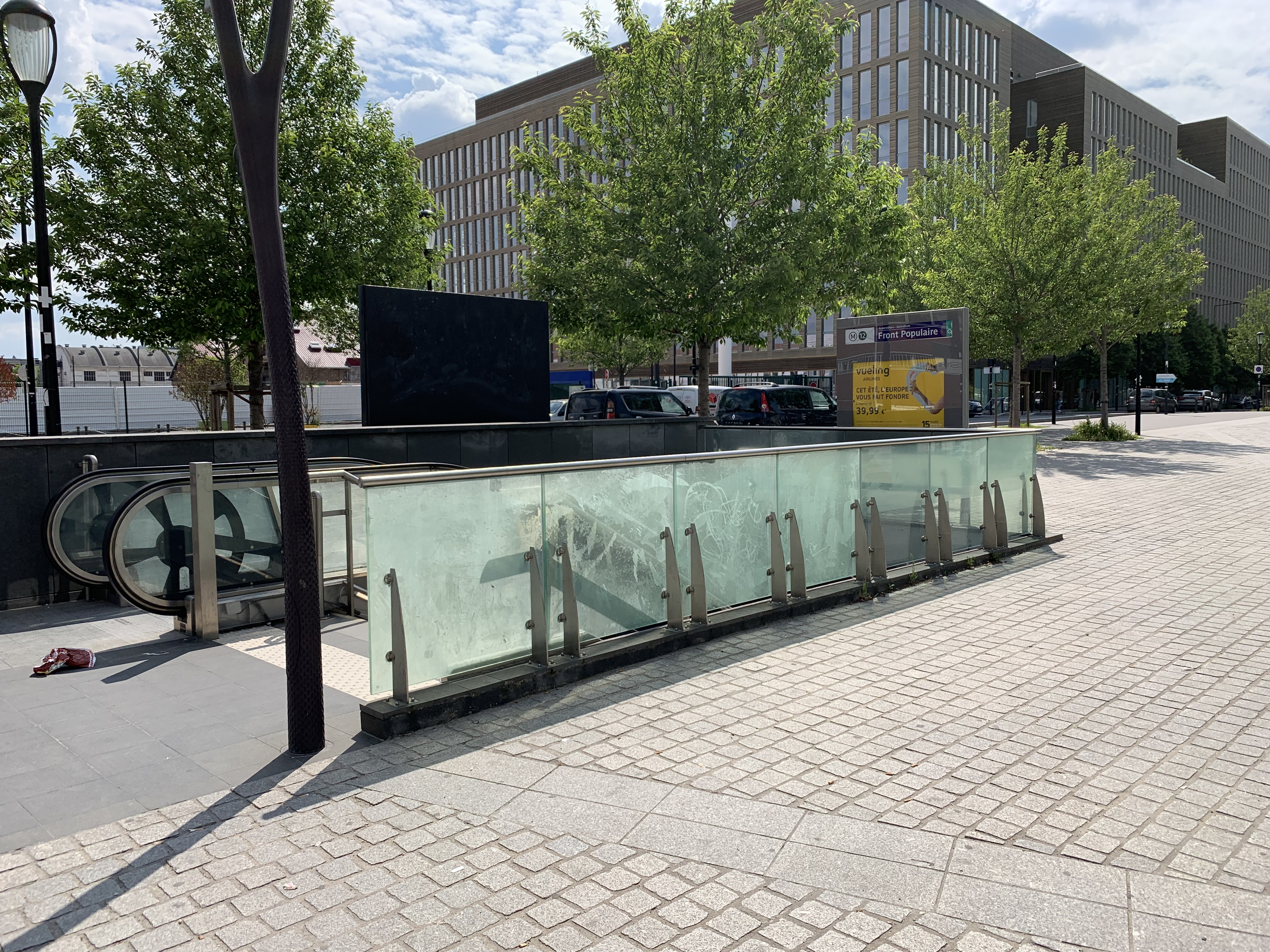
Une entrée de la station en avril 2019.
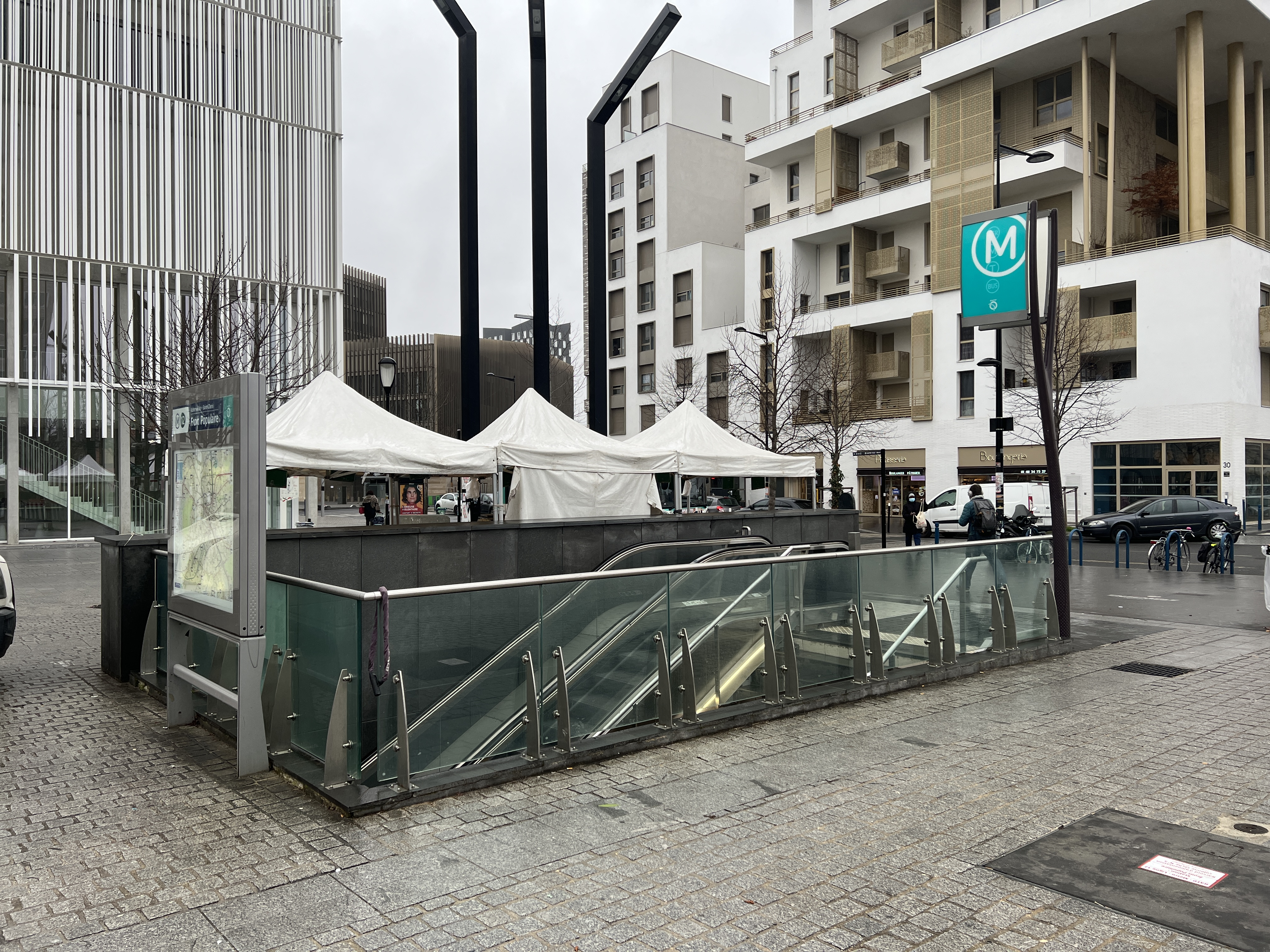
Accès de la station.